# Khomasdal (Wahlkreis)
Khomasdal ist ein Wahlkreis der Windhoeker Vorstädte Khomasdal, Katutura und Otjomuise in der Region Khomas in Namibia. Der Kreis hat eine Fläche von 23,5 Quadratkilometern und 67.200 Einwohner (Stand 2023).

## Wahlen
| Wahl | Name                     | Partei | Stimmenanteil |
| ---- | ------------------------ | ------ | ------------- |
| 1992 |                          |        |               |
| 1998 | Margaret Mensah-Williams | SWAPO  | 63,9 %        |
| 2004 | Margaret Mensah-Williams | SWAPO  | 61,8 %        |
| 2010 | Margaret Mensah-Williams | SWAPO  | 70,9 %        |
| 2015 | Margaret Mensah-Williams | SWAPO  | 76,2 %        |
| 2020 | Samuel Angolo            | SWAPO  | 30,9 %        |